# Gong Jun
Gong Jun (chino simplificado: 龚俊; Chengdu, el 29 de noviembre de 1992) también conocido como Simon Gong, es un actor y modelo chino. Es conocido por sus papeles en Lost Love In Times, The Love Equations, Begin Again y Word Of Honor. Obtuvo elogios de la crítica por su excelente interpretación del Príncipe Heredero Han Ye en Legend of Anle.

## Primeros Años
La conexión de Gong Jun con la actuación se originó a partir de la experimentación. Debido a que algunos compañeros de clase estaban aprendiendo a actuar, sintió curiosidad al respecto. Este tipo de curiosidad y mentalidad anhelante llevó a Gong Jun a comenzar el camino de la actuación. Por ello se graduó del Departamento de Actuación de la Universidad de Donghua. Desde entonces, estaba fuera de control, y finalmente decidió irse a Beijing con el sueño de actuar. 
En la escuela, Gong Jun participó activamente en actividades de plantación de árboles y forestación, y también le gustaba tomar la iniciativa de compartir métodos de aprendizaje con sus compañeros de clase.

## Carrera
En Gong hizo su debut como actor en el drama histórico de vestuario Sword Chaos, interpretó al recto y directo Bi Lu. 
En el 2017, coprotagonizó con Xu Feng el drama juvenil Advance Bravely en el que Gong Jun interpretó a Xia Yao. El 23 de agosto se estrenó la película de comedia de aventuras urbanas Lost in Japan. En el 2017, coprotagonizó con Chen Yao el drama juvenil de fantasía The Player. Obtuvo reconocimiento por su papel como el undécimo príncipe Yuan Che, franco, leal, libre y desenfrenado en el drama histórico de fantasía Lost Love in Times. Debido al éxito del drama, Gong protagonizó un spin-off de 12 episodios del drama como el personaje principal. El 29 de septiembre, la película de suspenso y ciencia ficción de Gong, Rebirth Partner, fue lanzada en Tencent Video, en la que interpretó al amable y servicial estudiante Yi Sheng. 
En 2018, Gong protagonizó el antiguo drama de vestuario Unique Lady interpretó al dominante y cariñoso príncipe Zhong Wu Mei. En noviembre, se publicó oficialmente el primer libro de Gong Jun, 1129. 
En 2019, se estrenó en China continental la película francesa de animación de aventuras y fantasía Tall Tales from the Magical Garden of Antoon Krings. Gong Jun doblo la voz de Apolo. El 7 de noviembre, el drama de amor urbano Flavor It's Yours fue transmitido por iQIYI, en el que interpretó a Lu Wei Xun, un talentoso crítico de vinos.
El 17 de enero de 2019 se unió al elenco principal de la serie Unique Lady donde dio vida a Zhong Wumei, el arrogante y serio Príncipe del Reino de Yuan, hasta el final de la serie el 23 de febrero del mismo año. Papel que volvió a interpretar del 24 de diciembre de 2020 al 7 de enero de 2021 durante Unique Lady 2.
En 2020, Gong protagonizó el drama juvenil del campus The Love Equations, en el que interpretó a Zhao Fan Zhou, un talentoso estudiante del Departamento de Medicina Forense, basado en la novela homónima de Zhao Qianqian. El 29 de octubre se emitió el drama emocional urbano Begin Again, en el que interpretó a Ling Rui, un cirujano maduro y amable. 
El 22 de febrero de 2021 se unió al elenco principal de la serie Word of Honor (también conocida como "Faraway Wanderers") donde dio vida a Wen Kexing, un hombre misterioso de mente profunda, inocente y cruel.
En julio del mismo año se anunció que se había unido al elenco principal de la serie Legend of Anle donde dará vida al Príncipe Heredero Han Ye.

## Filmografía

### Series de televisión
| Año         | Título                | Personaje                | Notas                                 |
| ----------- | --------------------- | ------------------------ | ------------------------------------- |
| TBA         | Fox Spirit Matchmaker | Dongfang Yuechu          |                                       |
| TBA         | Rising With the Wind  | Xu Si                    | 40 episodios                          |
| 2023        | Legend of Anle        | Príncipe Heredero Han Ye | 39 episodios                          |
| 2021 - 2022 | Dream Garden          | Lin Shen                 | 16 episodios                          |
| 2021        | Shining Like You      | Fang Yan                 | 24 episodios                          |
| 2021        | The Flaming Heart     | Huo Yan                  | 24 episodios                          |
| 2021        | The Player            | Ren Yixia                | 20 episodios                          |
| 2021        | Word of Honor         | Wen Kexing               | 36 + 1 episodio especial              |
| 2020 - 2021 | Unique Lady 2         | Príncipe Zhong Wumei     | 27 episodios                          |
| 2020        | Begin Again           | Ling Rui                 | 35 episodios + 2 episodios especiales |
| 2020        | The Love Equations    | Zhao Fanzhou             | 27 episodios                          |
| 2019        | Flavor It's Yours     | Lu Weixun                | 25 episodios                          |
| 2019        | Unique Lady           | Príncipe Zhong Wumei     | 24 episodios                          |
| 2017        | Advance Bravely       | Xia Yao                  | 30 episodios                          |
| 2017        | Lost Love in Times SP | Príncipe Yuan Che        | 12 episodios                          |
| 2017        | Lost Love in Times    | Príncipe Yuan Che        | 56 episodios                          |
| 2015        | Sword Chaos           | Bi Lu                    | 21 episodios                          |

### Películas
| Año  | Título             | Personaje |
| ---- | ------------------ | --------- |
| TBA  | Project X-Traction | Hai Ming  |
| 2017 | Rebirth Partner    | Lin Xi    |
| 2016 | Lost in Japan      | -         |

### Doblaje
| Año  | Título                                              | Personaje |
| ---- | --------------------------------------------------- | --------- |
| 2019 | Tall Tales from the Magical Garden of Antoon Krings | Apollo    |

### Programas de variedades
| Año        | Título                              | Notas                     |
| ---------- | ----------------------------------- | ------------------------- |
| 2021       | Keep Running: Yellow River 2        | (Ep. 1) - invitado        |
| 2021       | Youth Periplous 3                   | invitado                  |
| 2021       | You and I Are Kings                 | miembro regular           |
| 2021       | Chinese Restaurant S5               | miembro regular           |
| 2021       | Go Fridge: Season 7                 | (Ep. 4) - invitado        |
| 2021       | I Am an Actress (我是女演员)        | (Ep. 1 y 2) - invitado    |
| 2021       | Chuang 2021 (Produce Camp 2021)     | (ep. 8) - mentor invitado |
| 2021       | Ace vs Ace: S6                      | (ep. 9) - invitado        |
| 2020, 2021 | Happy Camp                          | 3 episodios - invitado    |
| 2020       | 从长江的尽头回家                    |                           |
| 2018       | Cooking For Love (为爱下厨)         | invitado                  |
| 2017       | The Cute Teacher Arrives (萌师驾到) | miembro                   |
| 2016       | Warm Taste (暖暖的味道)             | invitado                  |

### Eventos
| Año  | Título                                 | Notas    |
| ---- | -------------------------------------- | -------- |
| 2021 | 2021 GQMOTY Person of the Year Cremony | invitado |

## Endosos
En 2020, Gong fue anunciado como embajador de la marca para el cuidado de la piel Little Touch, portavoz del cuidado clínico de la piel DR.WU.
Con el éxito de la serie Word of Honor, los recursos comerciales de Gong Jun se han disparado. Sus colaboraciones de respaldo abarcan múltiples categorías como protección solar L'Oréal Paris, cepillos para el cabello Tangle Teezer, bebida nutri-express Wahaha, cuidado de la piel Fresh, probióticos Centrum, aromas de interior Beast, nueces diarias Wolong, afeitadoras eléctricas Braun, juego móvil Revelation, bebida de frutas con sabor. Vita, cuidado del cabello Sisley, suplementos para la salud, caramelos BearKoko, portavoz global de la marca de automóviles Roewe, comida rápida KFC, dispositivo de belleza Ya-Man, leche de avena Plant Selected, fragancia de perfume Yves Saint Laurent, cosméticos de belleza 3CE Stylenanda, mezcla de café afrutado Nescafé, juego en línea Fantasy Westward Journey, cerveza Marrs Green, helado Mengniu y teléfonos inteligentes Honor. 
Gong también fue nombrada Embajadora de Caridad de Hello Childhood, Embajadora de Promoción de Caridad para el Día Mundial del Libro, Embajadora de Comunicación de Caridad para el Día Internacional de la Diversidad Biológica y Embajadora de Defensa de la Caridad para el Día Mundial del Medio Ambiente.

## Discografía
| Año  | Canción                                  | Álbum                       | Notas                                       |
| ---- | ---------------------------------------- | --------------------------- | ------------------------------------------- |
| 2021 | Faraway Wanderers (天涯客)               | OST de "Word of Honor"      | junto a Zhang Zhehan                        |
| 2020 | Used To You (习惯你)                     | OST de "Begin Again"        | junto a Zhou Yutong                         |
| 2020 | Youth With You (有你的清纯)              | OST de "The Love Equations" | junto a Liu Renyu, Yang Ge y Yan Bingyi     |
| 2020 | Sweet Little Satisfaction (甜甜的小美满) | OST de "The Love Equations" | junto a Liu Renyu                           |
| 2019 | But it is For You (但为君故)             | OST de "Unique Lady"        | junto a Zheng Qiuhong                       |
| 2017 | Tian Xia (天下)                          | OST de "Lost Love in Times" | junto a Mao Fangyuan, Zhang He y Gao Yiqing |

## Conciertos
| Año  | Título                              | Chinese title        | Canal | Notas                  |
| ---- | ----------------------------------- | -------------------- | ----- | ---------------------- |
| 2021 | Concierto temático de Word of Honor | 山河令生来知己演唱会 | Youku | Suzhou (3 y 4 de mayo) |

## Premios y nominaciones
| Año  | Premio                 | Categoría                             | Resultado |
| ---- | ---------------------- | ------------------------------------- | --------- |
| 2021 | OK! Magazine Award     | Artista masculino más esperado        | Ganador   |
| 2021 | Weibo Starlight Awards | Artista más esperado en el extranjero | Ganador   |